# Collegio di Melksham and Devizes
Melksham and Devizes è un collegio elettorale inglese situato nel Wiltshire e rappresentato alla Camera dei comuni del parlamento del Regno Unito. Elegge un membro del parlamento con il sistema maggioritario a turno unico; l'attuale parlamentare è Brian Mathew dei Liberal Democratici, che rappresenta il collegio dal 2024.

## Estensione
Il collegio è costituito dai seguenti distretti elettorali del Wiltshire: Bowerhill; Box and Colerne; Bradford-on-Avon North; Bradford-on-Avon South; Bromham, Rowde and Roundway; Calne South; Devizes East; Devizes North; Devizes Rural West; Devizes South; Holt; Melksham East; Melksham Forest; Melksham South; Melksham Without North and Shurnhold; Melksham Without West and Rural; The Lavingtons; Urchfont and Bishops Cannings e Winsley and Westwood.

## Membri del parlamento
| Elezione | Elezione | Deputato     | Partito             |
| -------- | -------- | ------------ | ------------------- |
|          | 2024     | Brian Mathew | Liberal Democratici |

## Elezioni

### Elezioni negli anni 2020
| Partito                    | Partito                                    | Candidato                  | Risultati 4 luglio 2024 | Risultati 4 luglio 2024 |
| Partito                    | Partito                                    | Candidato                  | Voti                    | %                       |
| -------------------------- | ------------------------------------------ | -------------------------- | ----------------------- | ----------------------- |
|                            | Lib Dem                                    | Brian Mathew               | 20 031                  | 39,12                   |
|                            | Conservatore                               | Michelle Donelan           | 17 630                  | 34,43                   |
|                            | Reform UK                                  | Malcolm Cupis              | 6 723                   | 13,13                   |
|                            | Laburista                                  | Kerry Postlewhite          | 4 587                   | 8,96                    |
|                            | Verdi                                      | Catherine Read             | 2 229                   | 4,35                    |
|                            |                                            |                            |                         |                         |
| Iscritti                   | Iscritti                                   | Iscritti                   | 71 999                  | 100,00                  |
| ↳ Votanti (% su iscritti)  | ↳ Votanti (% su iscritti)                  | ↳ Votanti (% su iscritti)  | 51 223                  | 71,14                   |
| ↳ Astenuti (% su iscritti) | ↳ Astenuti (% su iscritti)                 | ↳ Astenuti (% su iscritti) | 20 776                  | 28,86                   |
|                            |                                            |                            |                         |                         |
|                            | Esito: collegio a Lib Dem (nuovo collegio) |                            |                         |                         |